# Castanoguina ribombera
Castanoguina ribombera är en insektsart som beskrevs av Young 1986. Castanoguina ribombera ingår i släktet Castanoguina och familjen dvärgstritar. Inga underarter finns listade i Catalogue of Life.